# Georges Abrial

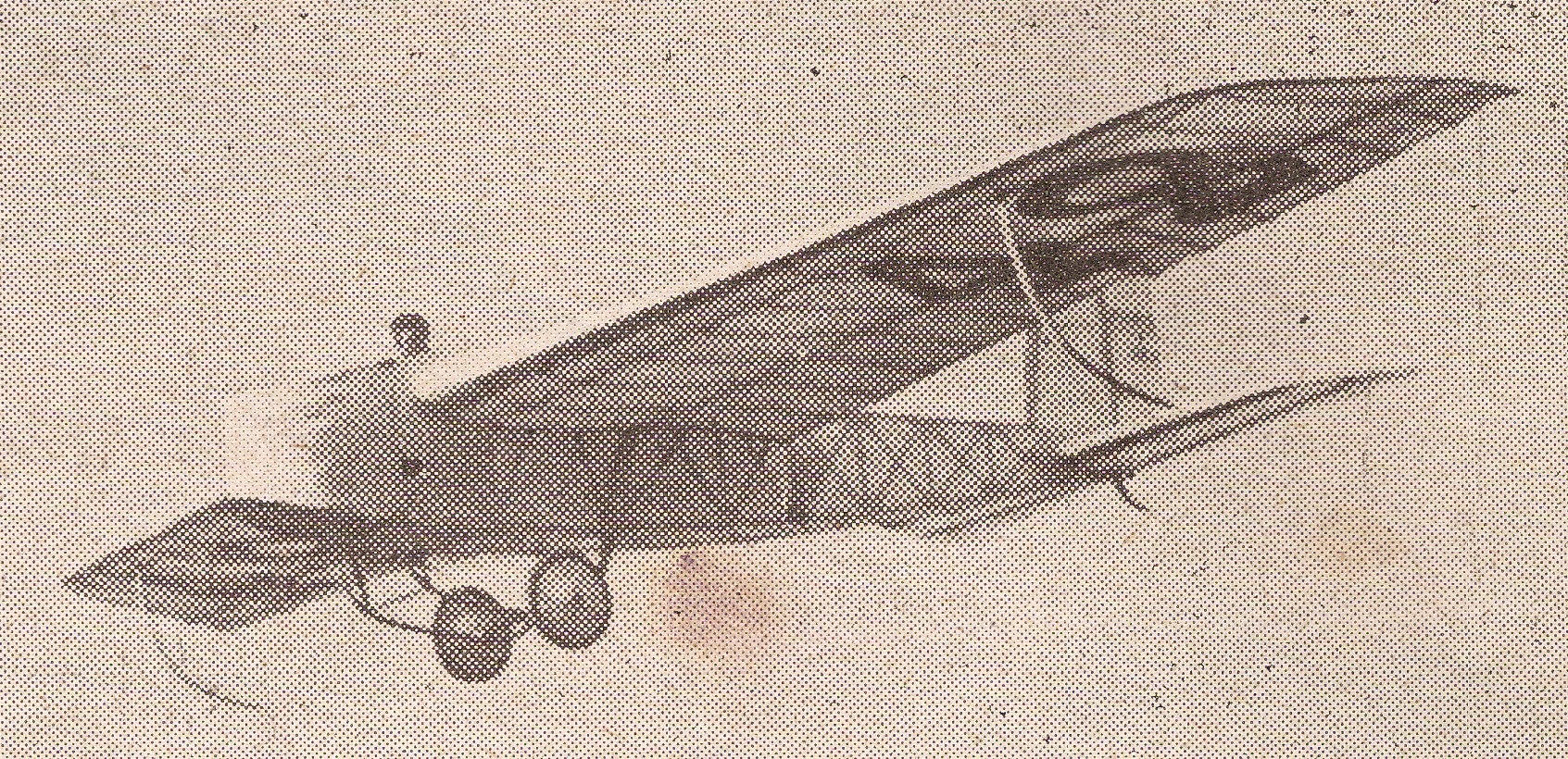
Levasseur-Abrial-A1-Gleiter 1922

Paul Émile Georges Abrial de Péga (* 5. Februar 1898 in Paris; † 31. Juli 1970 in Vauville), war ein französischer Aerodynamiker und ein früher Verfechter und Förderer des Segelflug-Gedankens in Frankreich.

## Leben

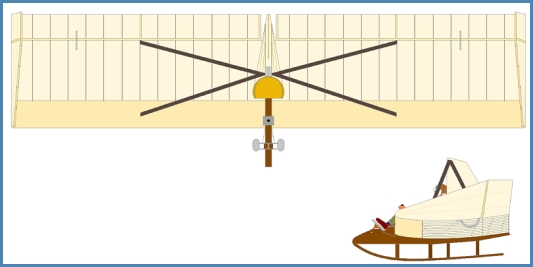
Schulgleiter A-12 Bagoas

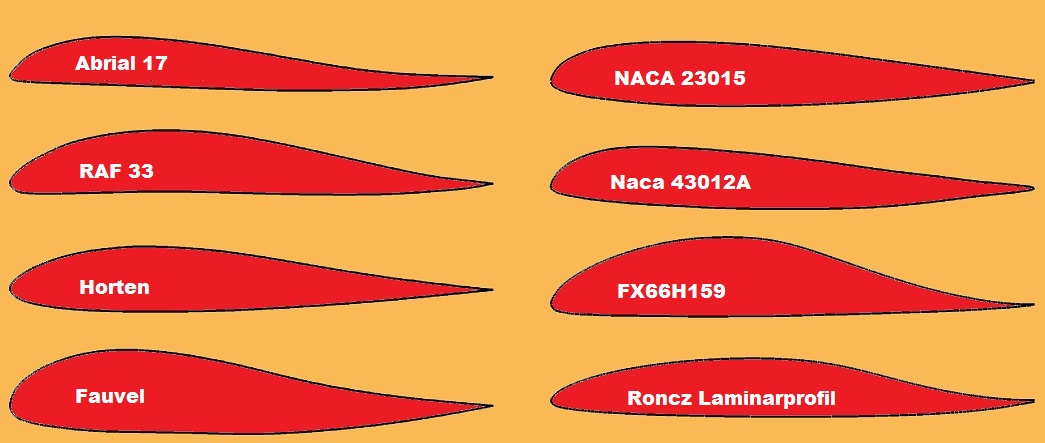
Nurflügelprofile, links oben Abrial No 17

Ab 1907 baute er Flugmodelle. Maurice Herbster ermöglichte es ihm erste Flugerfahrungen zu sammel. Nach seinem Abschluss am Institut für Aeronautik in Saint-Cyr, unter der Leitung von Professor Albert Toussaint, wo ihm der erste Windkanal von Gustave Eiffel zur Profilforschung zur Verfügung stand, wurde er 1917 als Meldefahrer in die Armee eingezogen. Danach arbeitete er für Levasseur als Aerodynamiker und es entstand der Levasseur-Abrial A-1 Gleiter. Abrial leistete Pionierarbeit auf dem Gebiet von eigenstabilen Profilen für schwanzlose Flugzeuge und sehr wahrscheinlich waren bereits vor dem Ersten Weltkrieg die Grundlagen für seine Profil-Untersuchungen durch die Konstruktionen von René Arnoux, dem frühen französischen Pionier des „Brettnurflügels“ (der 1912/13 seine Entwürfe auf dem Marsfeld in Paris erprobte), beeinflusst. Abrial entwarf später in den 1920er Jahren selbst mehrere Segelflugzeuge und Motorsegler, bevor er sich immer mehr der Förderung der französischen Segelflugbewegung widmete. 1927 besuchte er zum ersten Mal den Rhön-Segelflugwettbewerb. 1930 gründete er die Groupe l'Air. 1932 entwarf er einen Nurflügel-Schulgleiter in Tiefdeckerbauweise, den er A-12 Bagoas nannte, und dessen Flügelgeometrie denen von Arnoux sehr ähnlich war. Das Projekt war aber nicht sehr erfolgreich und Abrial gab den Flugzeugbau auf, brachte aber viele Veröffentlichungen über Aerodynamik und Flugzeugbau heraus. Insofern basieren die recht erfolgreichen Konstruktionen von Charles Fauvel und Al Backstrom auf seinen Flügelprofilen. Nach dem Zweiten Weltkrieg war er wieder aktiv in der Förderung des Segelflugs in Frankreich und in Französisch Afrika. 1954 kehrte er mit dem A-13-„Buse“-Projekt noch einmal zum Entwurf schwanzloser Flugzeuge zurück. Aber dieser Plan wurde nie in die Tat umgesetzt. Für seine Verdienste wurde er mit der Verdienstmedaille der Ehrenlegion ausgezeichnet.

## Auszeichnungen
Ritter der Ehrenlegion

## Flugzeugentwürfe
- Levasseur-Abrial-A1 (1922) – einsitziges Segelflugzeug
- Abrial A-2 Vautour (1925) – einsitziges Segelflugzeug, 12,65 m Spannweite
- Abrial A-3 Oricou (1927) – einmotoriges, einsitziges Reiseflugzeug
- Peyret-Abrial A-5 Rapace (1928) – einsitziges Segelflugzeug
- Abrial A-12 Bagoas (1931) – einsitziges schwanzloses Gleitflugzeug mit extrem geringer Streckung